# Río Grande de Matagalpa
Río Grande de Matagalpa är en 430 km lång flod i Nicaragua, landets näst längsta. Källorna ligger utanför Matagalpa i departementet Matagalpa och den mynnar i Kaspiska havet utanför Karawala i Región Autónoma de la Costa Caribe Sur.